# Боцан Віктор Олексійович
Віктор Олексійович Боцан (8 лютого 1940  — 6 серпня 2012 ) — радянський футболіст, півзахисник.

## Біографія
Вихованець Республіканської футбольної школи, Кишинів. З 1959 року — у складі кишинівської «Молдови». У 1960 році повів єдиний матч — 18 червня в домашньому матчі проти московського «Динамо» (0:0), вийшовши після перерви.
1961 рік провів в «Харчовику» (Тирасполь), а з 1962 року знову став виступати в «Молдові», де за три роки в класі «А» провів 65 ігор і забив чотири голи. Після вильоту кишинівців у 1965—1966 роках грав з командою в класі «Б».
Згодом виступав за «Зірку» Кіровоград (1967), був у складі «Дніпра» Кременчук (1968), а завершив кар'єру в командах майстрів в 1969 році в «Дністрі» (Тирасполь).
По завершенні ігрової кар'єри був старшим тренером команди чемпіонату Молдавської РСР «Авангард» Лазовськ (1979) та тренером «Ністру» (1981).